# Lieja-Bastogne-Lieja 1924
La Lieja-Bastogne-Lieja 1924 fou la 14a edició de la clàssica ciclista Lieja-Bastogne-Lieja. Es va disputar el 10 d'agost de 1924 sobre un recorregut de 245 km i fou guanyada pel belga René Vermandel, que s'imposà a l'esprint en un grup de deu ciclistes que arribà a meta junts, i que d'aquesta manera aconseguia la seva segona victòria consecutiva en aquesta clàssica. Els també belgues Adelin Benoit i Jules Matton acabaren segon i tercer respectivament.

## Classificació final
|    | Ciclista                | Equip     | Temps      |
| -- | ----------------------- | --------- | ---------- |
| 1  | René Vermandel (BEL)    | Alcyon    | 8h 14' 00" |
| 2  | Adelin Benoit (BEL)     | M. Buysse | m. t.      |
| 3  | Jules Matton (BEL)      | Thomann   | m. t.      |
| 4  | Albert Bolly (BEL)      |           | m. t.      |
| 5  | Denis Verschueren (BEL) | Wonder    | m. t.      |
| 6  | Maurice Dewaele (BEL)   | Wonder    | m. t.      |
| 7  | Félix Sellier (BEL)     | Alcyon    | m. t.      |
| 8  | Léon Devos (BEL)        | Delage    | m. t.      |
| 9  | Émile Masson (BEL)      | Alcyon    | m. t.      |
| 10 | Léon Luites (BEL)       |           | m. t.      |